# Talangjakt
Talangjakt är en form av aktivt sökande efter människor med speciella talanger.
Talangjakt kan vara en form av styrd rekrytering av efterfrågade kompetenser i allmänhet, men vanligen avses ett mer öppet sökande efter förmågor inom upplevelseindustrin.
Talangjakt kan ske genom att talangscouter letar efter talanger där de uppträder, eller i form av tävlingar där intresserade får anmäla sig och sedan uppträda inför en jury. I TV-världen är talangtävlingar en populär genre (speciellt inom musik och dans), med exempel som Let's Dance, Fame Factory, Talang, Popstars och Idol.